# Форбстаун (Каліфорнія)
Форбстаун (англ. Forbestown) — переписна місцевість (CDP) в США, в окрузі Б'ютт штату Каліфорнія. Населення — 396 осіб (2020).

## Географія
Форбстаун розташований за координатами 39°31′39″ пн. ш. 121°15′58″ зх. д. / 39.52750° пн. ш. 121.26611° зх. д. (39.527584, -121.266222).  За даними Бюро перепису населення США в 2010 році переписна місцевість мала площу 16,27 км², з яких 16,25 км² — суходіл та 0,02 км² — водойми.

## Демографія
Згідно з переписом 2010 року, у переписній місцевості мешкало 320 осіб у 138 домогосподарствах у складі 96 родин. Густота населення становила 20 осіб/км².  Було 167 помешкань (10/км²).
Расовий склад населення:
| - 81,9 % — білих - 4,7 % — корінних американців - 3,1 % — азіатів - 1,3 % — чорних або афроамериканців - 1,3 % — осіб інших рас |

До двох чи більше рас належало 7,8 %. Частка іспаномовних становила 7,2 % від усіх жителів.
За віковим діапазоном населення розподілялося таким чином: 17,8 % — особи молодші 18 років, 58,8 % — особи у віці 18—64 років, 23,4 % — особи у віці 65 років та старші. Медіана віку мешканця становила 52,3 року. На 100 осіб жіночої статі у переписній місцевості припадало 105,1 чоловіків;  на 100 жінок у віці від 18 років та старших — 97,7 чоловіків також старших 18 років.
Цивільне працевлаштоване населення становило 73 особи. Основні галузі зайнятості: транспорт — 100,0 %.